# Os 120 Mártires da China
Os 120 Mártires da China, ou Agostinho Zhao Rong e 119 Companheiros, mártires na China, são mártires católicos da China e santos da Igreja Católica canonizados no dia 1 de Outubro de 2000 pelo Papa João Paulo II.
Entre 1648 e 1930, 87 chineses e 33 missionários ocidentais (incluindo sete religiosas) foram martirizados simplesmente por serem católicos e, em vários casos, pela sua recusa a apostatar. Muitos morreram no Levante dos Boxers (1899-1900), em que camponeses e ultra-nacionalistas chineses xenófobos mataram milhares de cristãos chineses, missionários e outros estrangeiros ocidentais. Na Igreja Católica, os 120 mártires chineses são lembrados todos os anos no dia 9 de Julho como uma memória facultativa.

## Nos séculos XVII e XVIII
No século XVI, uma nova e mais forte vaga de evangelização na China foi iniciada por missionários católicos, sob a orientação do Padroado português, nomeadamente pelos jesuítas, de entre os quais se destacavam Matteo Ricci, Adam Schall e Ferdinand Verbiest. Já antes, a China conheceu outras vagas tentativas de evangelização com algum sucesso relativo: no século V até ao século X, com os nestorianos, que sofreram perseguições no século IX; e nos séculos XIII e XIV, com os missionários franciscanos, de entre os quais se destacavam Giovanni da Montecorvino, que foi o primeiro arcebispo de Pequim. Porém, com o início da dinastia Ming (1368–1644), o cristianismo voltou a ser perseguido.
No século XVI, devido à sua religiosidade, ao seu vasto saber em vários campos da ciência e aos seus conhecimentos humanísticos, estes missionários católicos conseguiram fascinar a elite intelectual chinesa e acabaram por ser empregados pelo Imperador chinês como matemáticos, astrónomos, mecânicos, músicos, pintores, fabricantes de instrumentos (principalmente de relógios e mapas) e em outras áreas que exigiam um grau superior de competência técnica. Fora da Corte imperial em Pequim, eles conseguiram também estabelecer-se em várias cidades chinesas e converteram muitos chineses: em 1617, a Igreja chinesa contava com 13 mil convertidos; em 1650, já conseguiu 150 mil novos convertidos; e de 1650 até 1664, o número de convertidos aproximava-se dos 255 mil.
Porém, com o fim da dinastia Ming (1368–1644) causado pelas invasões manchus, houve perseguições à Igreja em várias províncias chinesas, porque vários comandantes manchus eram inicialmente hostis à religião cristã. Quando os manchus invadiram a província de Fujian, eles encarceraram, torturaram e decapitaram no dia 15 de Janeiro de 1648 o sacerdote dominicano Francisco Fernández de Capillas, O.P. (1607-1648). Este missionário espanhol foi reconhecido pela Santa Sé como o protomártir da China.
Mais tarde, os governantes manchus, que instauraram a dinastia Qing (1644-1912), acabaram por tolerar o cristianismo e continuaram a empregar os missionários na sua Corte imperial em Pequim. Ganhando cada vez mais influência, eles tiveram, como por exemplo, um papel importante na reforma do calendário chinês e na assinatura do Tratado de Nerchinsk (1689), que foi o primeiro tratado subscrito pela China com uma potência da Europa, neste caso com o Império Russo. Tudo isso contribuiu para que, em 1692, o Imperador Kangxi publicasse o Édito de Tolerância ao Cristianismo, que concedia a liberdade religiosa aos católicos.
Porém, as doutrinas filosófico-religiosas estrangeiras e novas são muitas vezes consideradas suspeitas pela sociedade chinesa como sendo uma ameaça à segurança nacional. No século IX, até o budismo sofreu perseguições. Nesta sociedade oriental, a cultura, os ritos chineses de inspiração confucionista, as religiões tradicionais chinesas e a soberania nacional estavam intrinsecamente ligadas. Por isso, a controvérsia dos ritos chineses irritou profundamente o Imperador Kangxi, fazendo-o temer pela segurança nacional e pela estabilidade social. Este imperador acabou por proibir as missões cristãs na China, em 1721, dando início às perseguições contra os católicos, que se agravaram em 1746, quando já reinava na China o Imperador Qianlong, neto de Kangxi. No dia 26 de Maio de 1747, o bispo espanhol dominicano Pedro Sans i Yordà (1680-1747) foi martirizado em Fuzhou. No dia 28 de Outubro de 1748, foram mortos em Fujian quatro sacerdotes dominicanos espanhóis, que se chamavam Francisco Serrano Frías, O.P. (1695-1748); Joaquín Royo Pérez, O.P. (1691-1748); Juan Alcober Figuera, O.P. (1694-1748); e Francisco Díaz del Rincón, O.P. (1713-1748).
As perseguições contra a Igreja variavam muito de intensidade e de frequência, podendo haver períodos de relativa tolerância entre as vagas de perseguição, visto que tudo dependia da maior ou menor tolerância dos vários imperadores ou do zelo dos mandarins regionais em aplicar os decretos imperiais. Os mais afectados eram os missionários ocidentais e os sacerdotes chineses.

## No século XIX
Durante os reinados do Imperador Jiaqing (1796-1820) e de Daoguang (1820-1850), as perseguições tornaram-se bastante severas e vários decretos imperiais foram publicados com o fim de dizimar a Igreja: uma em 1811 contra os chineses que estavam a estudar para receber as ordens sacras; mais uma em 1811 contra os padres que estavam a propagar a religião cristã, nomeadamente os missionários estrangeiros (europeus); e outra em 1813 que livravam de qualquer castigo as pessoas que espontanea e voluntariamente abandonavam a fé cristã (os apóstatas voluntários). Muitos católicos chineses, missionários e sacerdotes foram martirizados nesta época difícil, de entre os quais se destacavam os seguintes mártires canonizados:
- Pedro Wu Guosheng (1768-1814), um leigo catequista chinês de Guizhou, foi baptizado em 1796 e estrangulado no dia 7 de Novembro de 1814, após várias tentativas frustradas de forçá-lo a apostatar.[2][7]
- José Zhang Dapeng (1754-1815), um leigo catequista e comerciante chinês de Guizhou, foi baptizado em 1800, preso em 1814 e estrangulado no dia 12 de Março de 1815. Na prisão, conheceu o também leigo e mártir Pedro Wu Guosheng.[2][7]
- Gabriel-Taurin Dufresse, M.E.P. (1750-1815), foi um sacerdote e missionário francês que desenvolveu a sua missão em Sichuan (China) a partir de 1775. Foi várias vezes preso e libertado a seguir, sendo que numa vez, em 1785, foi mesmo enviado de Chengdu para Pequim para ser interrogado. Nesta longa viagem, ele conseguiu impressionar um dos seus guardas militares, Agostinho Zhao Rong, que se tornou depois padre e mártir. Em 1801, Dufresse, já sendo bispo, foi nomeado vigário apostólico de Chengdu, onde organizou um sínodo para dinamizar a Igreja local. Foi mais uma vez preso no dia 18 de Maio de 1815, mas desta vez foi condenado à morte e executado no dia 14 de Setembro de 1815 em Chengdu (Sichuan).[2][7][8]
- Agostinho Zhao Rong (1746-1815), um padre diocesano, foi considerado o primeiro mártir nativo chinês. O seu processo de conversão iniciou-se quando, em 1785, fez parte de um grupo de guardas que escoltou o prisioneiro e padre Gabriel-Taurin Dufresse a Pequim. Também contribuiu para a sua conversão o seu contacto com o padre Jean-Martin Moye, que foi beatificado em 1954. Posteriormente, foi baptizado e tornou-se padre, acabando por desenvolver a sua missão em Yunnan, junto da minoria étnica Yi ou Lolo. Foi preso e severamente torturado, acabando por morrer na prisão uns dias mais tarde, no dia 21 de Março de 1815, em Chengdu.[2][7]
- Giovanni da Triora, O.F.M. (1760-1816), nascido com o nome de Francesco Maria Lantrua, foi um padre italiano que iniciou a sua obra missionária na China em 1800, tendo trabalhado como por exemplo em Hunan e em Hubei. Em Julho de 1815, foi preso e, após várias tentativas frustradas em forçá-lo a apostatar, acabou por ser estrangulado no dia 7 de Fevereiro de 1816 em Changsha (Hunan).[2][7]
- José Yuan Zaide (1766-1817) foi um padre diocesano chinês que nasceu em Sichuan, numa família católica. Foi muito influenciado pelos exemplos do padre Gabriel-Taurin Dufresse e do padre Paulo Liu Hanzuo. Em 1795, tornou-se padre e trabalhou em vários distritos de Sichuan. Em 1816, foi preso por ter sido denunciado por uma católica a quem tinha feito algumas repreensões acerca da sua infidelidade ao marido. Num dos inúmeros interrogatórios, as autoridades acusaram-no de auxiliar os europeus a conquistar a China só porque ele recitava a oração do Pai-Nosso, que contém a frase "venha a nós o vosso reino". Após várias tentativas frustradas em forçá-lo a apostatar, foi estrangulado em Sichuan, no dia 24 de Junho de 1817.[2][6][7]
- Paulo Liu Hanzuo (1778-1818) foi um padre diocesano chinês que nasceu em Sichuan, numa família católica. Aos 35 anos, foi ordenado padre. Em Sichuan, foi martirizado no dia 13 de Fevereiro de 1818.[2][7][9]
- François-Régis Clet, C.M. (1748-1820), foi um sacerdote e missionário francês que, sofrendo com o início da Revolução Francesa, foi enviado para a China em 1791. Desenvolveu a sua actividade missionária em Jiangxi, em Hubei e em Hunan. Denunciado por um cristão, ele foi preso, torturado e estrangulado no dia 18 de Fevereiro de 1820 em Wuchang (Hubei).[2][7][10]
- Tadeu Liu Ruiting (1773-1823) foi um padre diocesano chinês que nasceu em Sichuan, numa família católica. Aos 34 anos, ele foi ordenado padre pelo bispo Gabriel-Taurin Dufresse. Em 1821, foi denunciado e preso, juntamente com cerca de 30 católicos. Permanecendo fiel à fé católica, ele foi estrangulado em Quxian (Sichuan), no dia 30 de Novembro de 1823.[2][7]
- Pedro Liu Wenyuan (1760-1834), um leigo catequista chinês de Guizhou, foi preso em 1814 por ser católico e condenado ao exílio na Tartária, onde viveu como escravo e sob condições adversas. Na sequência de um perdão geral declarado em 1830, ele pôde voltar para casa. Porém, acabou novamente por ser preso e foi estrangulado no dia 17 de Maio de 1834.[2][7]
- Joaquim Ho Kaizhi (1782-1839), ou Joaquim Hao Kaizhi ou ainda Joaquim He Kaizhi, foi um leigo catequista chinês de Guizhou que foi baptizado quando tinha cerca de 20 anos de idade. A sua conversão teve início em 1802, quando se encontrou com José Zhang Dapeng. Em 1814, foi preso, torturado e condenado ao exílio na Tartária, onde permaneceu durante quase 20 anos, partilhando o seu destino com outros padres e leigos chineses exilados. Tendo voltado para casa, foi novamente preso em 1836. Recusou negar a fé católica e foi por isso estrangulado no dia 9 de Julho de 1839.[2][7]

Finalmente, na sequência da assinatura do Tratado de Whampoa entre a França e a China em 1844, a situação da Igreja chinesa começou a melhorar com a publicação de dois decretos pelo Imperador Daoguang: um em 1844, que permitia aos chineses seguirem a religião cristã; e outra em 1846, que devolvia aos cristãos as suas propriedades anteriormente confiscadas e que estipulava que os oficiais que voltassem a prender cristãos inofensivos deviam ser julgados. Porém, apesar disso, ainda continuou a haver algumas perseguições graves em várias províncias chinesas, produzindo em Guangxi e em Guizhou os seguintes mártires canonizados:
- Auguste Chapdelaine, M.E.P. (1814-1856), foi um sacerdote e missionário francês que chegou a Guangxi em 1854. Foi preso, torturado e morto por asfixia lenta numa pequena caixa de ferro no dia 29 de Fevereiro de 1856, em Xilin (Guangxi). Depois de morto, foi ainda decapitado e o seu corpo dado aos cães como alimento.[2][7]
- Lourenço Bai Xiaoman (1821-1856), um leigo chinês nascido em Guizhou, converteu-se por influência do padre Auguste Chapdelaine e acabou por ser preso juntamente com ele, em Guangxi. Permanecendo fiel na fé católica apesar de ter sofrido severas torturas, Lourenço Bai foi decapitado no dia 25 de Fevereiro de 1856, em Xilin (Guangxi). O seu corpo foi posteriormente dado aos cães como alimento.[2][7]
- Inês Cao Guiying (1821-1856), uma leiga chinesa, nasceu em Guizhou, numa família católica. Cedo tornou-se viúva e, expulsa pela família do seu falecido marido, dedicou o resto da sua vida na instrução de jovens mulheres, muitas delas convertidas pelo padre Auguste Chapdelaine, que era missionário na província de Guangxi. Foi presa juntamente com o padre Chapdelaine e executada no dia 1 de Março de 1856, em Xilin (Guangxi).[2][7]
- Os leigos catequistas chineses Agatha Lin Zhao (1817-1858), Jerónimo Lu Tingmei (1810/1811-1858) e Lourenço Wang Bing (1802-1858) foram três mártires decapitados em MaoKou (Guizhou), no dia 28 de Janeiro de 1858, por terem recusado a negar a sua fé católica.[2][7]
- Os seminaristas chineses José Zhang Wenlan (1831-1861) e Paulo Chen Changpin (1838-1861) e os leigos chineses João Baptista Luo Tingying (1825-1861) e Marta Wang Luo Mande (1802/1812-1861) foram quatro mártires decapitados em Qingyan (Guizhou), no dia 29 de Julho de 1861, apesar do mandarim de Qingyan já ter previamente conhecimento do perdão concedido por decreto imperial. Para cumprir o seu plano, ele adiou a publicação do decreto na cidade para poder executar estes católicos.[2][7]
- O padre francês Jean-Pierre Néel, M.E.P. (1832-1862), e os leigos catequistas chineses Martinho Wu Xuesheng (1815/1817-1862), João Zhang Tianshen (1805-1862), João Chen Xianheng (1820-1862) e Lúcia Yi Zhenmei (1815-1862) foram cinco mártires de Guizhou decapitados no dia 18 de Fevereiro de 1862 e, no caso de Lúcia Yi, no dia 19 de Fevereiro de 1862.[2][7]

A morte cruel do padre Auguste Chapdelaine, em 1856, serviu de pretexto à França para se juntar ao Reino Unido numa acção militar conjunta contra a China. Na sequência da vitória da aliança anglo-francesa, a China foi obrigada a assinar o Tratado de Tianjin (1858) e a Convenção de Pequim (1860), que concediam, entre outras coisas, a liberdade religiosa a todos os cristãos e vários privilégios às missões cristãs. As antigas igrejas de Pequim foram devolvidas aos lazaristas. Estas reivindicações francesas a favor do cristianismo confirmaram o estatuto da França como protectora das missões católicas na China, relegando o Padroado português para segundo plano.

## Na rebelião dos boxers (1900)
Com as novas leis favoráveis à ação missionaria, a Igreja Católica cresceu muito na China. Porém, os cristãos chineses e os missionários (católicos ou protestantes) passaram a estar cada vez mais associados ao imperialismo ocidental e, por isso, eram periodicamente perseguidos e assassinados pelos radicais chineses anti-ocidentais. Causado principalmente pelas grandes transformações sócio-económicas e pelas injustiças provocadas em parte pelos tratados desiguais que a China foi forçada a assinar, o ódio ao Ocidente foi crescendo em vários sectores da população chinesa, que tendia tradicionalmente para a xenofobia. E este ódio dificultava a vida da Igreja, que sofria periodicamente perseguições populares anti-ocidentais que eram por vezes apoiadas pelos mandarins regionais ou locais. A maior e mais sangrenta destas perseguições foi o Levante dos boxers (1899-1900), que teve apoio da Imperatriz Cixi e seus aliados conservadores e xenófobos. Nesta rebelião anti-ocidental, a segurança das missões e dos cristãos em geral tornou-se insustentável e muitos leigos, missionários e sacerdotes católicos, ortodoxos e protestantes foram martirizados pelos boxers chineses. Para além de matarem missionários e estrangeiros, eles também massacraram muitos cristãos chineses, acusando-lhes de serem traidores da Nação chinesa.
Na região meridional de Hunan, os boxers chineses martirizaram em Julho de 1900 os seguintes sacerdotes franciscanos:
- Cesidio Giacomantonio, O.F.M. (1873-1900), um padre franciscano italiano, tornou-se missionário na China em 1899. Foi torturado e queimado vivo no dia 4 de Julho de 1900, quando, mesmo sabendo que muito provavelmente ia ser apanhado pelos boxers, se dirigiu à capela da missão franciscana de Hengyang para tentar proteger o Santíssimo Sacramento de possíveis profanações.[2][7][11]
- Antonio Fantosati, O.F.M. (1842-1900), um bispo franciscano italiano, chegou à China em 1867 e trabalhou nas províncias de Hubei e de Hunan. Em 1892, tornou-se no Vigário Apostólico de Hunan Meridional. Tendo conhecimento da morte do padre Giacomantonio e das altas possibilidades de ser martirizado, ele insistiu em voltar a Hengyang para apoiar a comunidade católica perseguida. No dia 7 de Julho de 1900, ele foi torturado e morto juntamente com o seu companheiro de viagem, o padre Giuseppe Gambaro, no caminho de regresso a Hengyang.[2][7][11][12]
- Giuseppe Maria Gambaro, O.F.M. (1869-1900), um padre franciscano italiano, chegou à China em 1896. Sofreu o martírio juntamente com o bispo Antonio Fantosati, no caminho de regresso à missão franciscana de Hengyang, no dia 7 de Julho de 1900.[2][7]

No dia 9 de Julho de 1900, com o apoio do governador provincial Yuxian (ou Yu-Hsien), os boxers martirizaram em Taiyuan, na província de Shanxi, os seguintes missionários, religiosas e leigos afectos à missão franciscana de Shanxi:
- Gregorio Maria Grassi, O.F.M. (1833-1900), um bispo franciscano italiano, começou a sua actividade missionária em Shanxi em 1861 e tornou-se vigário apostólico de Shanxi Setentrional em 1891.[7][13][14]
- Francesco Antonio Domenico Fogolla, O.F.M. (1839-1900), um bispo italiano, deixou a Itália em 1866, chegou a Shanxi em 1868 e tornou-se vigário apostólico coadjutor de Shanxi Setentrional em 1898.[7][15][16]
- Elia Facchini, O.F.M. (1839-1900), um padre italiano, chegou a Taiyuan em 1868 e foi, entre outras coisas, reitor do seminário, autor de um extenso dicionário chinês-latim e superior de um convento franciscano em Shanxi.[7][17]
- Theodóric Balat, O.F.M. (1858-1900), um padre francês, chegou à China em 1884 e foi, entre outras coisas, professor do seminário, mestre de noviços, promotor de missões e capelão das Franciscanas Missionárias de Maria sediadas em Shanxi.[7]
- Andrew Bauer, O.F.M. (1866-1900), um irmão religioso francês, chegou a Taiyuan em 1899.[7]
- Sete irmãs religiosas do Instituto das Franciscanas Missionárias de Maria que, a pedido do bispo Fogolla, foram viver e trabalhar no Vicariato Apostólico de Shanxi Setentrional em 1898:[1][18]
  - Maria Hermina de Jesus (1866-1900), francesa e nascida com o nome de Irma Grivot, era a superiora do convento das Franciscanas Missionárias de Maria em Shanxi.[7]
  - Maria da Paz (1875-1900), italiana e nascida com o nome de Marianna Giuliani.[7]
  - Maria Clara (1872-1900), italiana e nascida com o nome de Clelia Nanetti.[7]
  - Maria do Santo Nascimento (1864-1900), francesa bretã e nascida com o nome de Jeanne-Marie Kerguin.[7]
  - Maria de São Justo (1866-1900), francesa e nascida com o nome de Anne Moreau.[7]
  - Maria Adolfine (1866-1900), holandesa e nascida com o nome de Anna Dierkx.[7]
  - Maria Amandina (1872-1900), belga e nascida com o nome de Pauline Jeuris.[7]
- Cinco seminaristas chineses da Ordem Franciscana Secular que, contrariando a maioria dos seus colegas, decidiram não abandonar o seminário, apesar de serem fortemente aconselhados pelos seus superiores a voltarem para casa:[1][7]
  - João Zhang Huan (1882-1900).
  - João Zhang Jingguang (1878-1900).
  - Patrício Dong Bodi (1882-1900).
  - João Wang Rui (1885-1900).
  - Filipe Zhang Zhihe (1880-1900).
- Seis leigos chineses da Ordem Franciscana Secular:[1]
  - Francisco Zhang Rong (1838-1900), um camponês viúvo.[7]
  - Matias Feng De (1855-1900), um guarda nocturno da igreja principal da catedral.[7]
  - Pedro Wu Anbang (1860-1900), um ex-seminarista, secretário e catequista.[7]
  - Pedro Zhang Banniu (1849-1900), um camponês e servo/empregado doméstico.[7]
  - Tomás Shen Jihe (1851-1900), um servo/empregado doméstico.[7]
  - Simão Qin Cunfu ou Simão Chen Ximan (1855-1900), um ex-seminarista e servo/empregado doméstico.[7]
- E três leigos chineses que trabalhavam ou frequentavam a missão franciscana:[7]
  - Tiago Yan Guodong (1853-1900), um camponês e cozinheiro celibatário.[7]
  - Tiago Zhao Quanxin (1856-1900), um servo/empregado doméstico.[7]
  - Pedro Wang Erman (1864-1900), um órfão e cozinheiro.[7]

Quando a rebelião dos Boxers, que começou em Shandong e depois se espalhou para Shanxi e Hunan, chegou também à região sudeste de Hebei (antigo Tcheli ou Zhili), que correspondia na altura ao Vicariato Apostólico de Xianxian (terra de missão dos jesuítas), milhares de cristãos foram martirizados. Em 1900, este vicariato tinha 50 mil católicos num total de 8 milhões de habitantes. Entre os inúmeros mártires, foram reconhecidos e canonizados quatro missionários jesuítas franceses e 52 leigos chineses, sendo a mais velha uma idosa com 79 anos e o mais jovem uma criança com apenas nove anos de idade. Estes 56 mártires, recusando todos a apostasia, foram mortos pelos boxers e seus alidados no verão de 1900, em várias localidades de Hebei:
- No dia 15 de Junho, Bárbara Cui Lian (1849-1900), uma leiga chinesa que era mãe do primeiro bispo de Yongnian José Cui Shou-xun (1877-1953), foi morta na aldeia de Liushuitao (em Hejian)[9] ou na aldeia de Qiangshenzhuang (em Dongguang)[2], juntamente com o seu terceiro filho e sua mulher e mais sete católicos.[7]
- No dia 19 de Junho, os boxers invadiram a aldeia de Wuyi, que tinha uma significativa comunidade católica, e decapitaram os padres jesuítas Rémy Isoré, S.J. (1852-1900), e Modeste Andlauer, S.J. (1847-1900), que estavam na altura a celebrar juntos a Missa na igreja paroquial. Ambos os sacerdotes tinham cerca de 18 anos de actividade missionária na China.[2][7][20]
- No dia 26 de Junho, José Ma Taishun (1840-1900), um leigo catequista chinês, foi capturado, decapitado e queimado na aldeia de Wangla (em Dongguang)[9] ou na sua aldeia nativa de Qiangshenzhuang (em Dongguang).[2][7]
- Em Wangla, no dia 28 de Junho, os boxers, depois de terem massacrado muitos católicos de Wangla, mataram também Lúcia Wang Cheng (1882-1900), Maria Fan Kun (1884-1900), Maria Chi Yu (1885-1900) e Maria Zheng Xu (1889-1900), que eram quatro órfãs que viviam no orfanato católico de Wangla. Nesse mesmo dia, Maria Du Zhao (1849-1900), uma leiga chinesa, foi morta na aldeia de Wangjiatian, em Hengshui.[2][7]
- No dia 29 de Junho, Maria Du Tian (1858-1900) e sua filha Madalena Du Fengju (1881-1900), juntamente com o resto da família, foram martirizados na aldeia de Du (ou Dujiadun), em Shenzhou. Nesse mesmo dia, uma família em fuga da aldeia de Xihetou, com nove pessoas, de entre os quais se destacavam Paulo Wu Anjyu (1839-1900) e seus netos João Baptista Wu Mantang (1883-1900) e Paulo Wu Wanshu (1884-1900), foi martirizada na aldeia vizinha de Xiaoluyi, em Shenzhou.[2][7]
- No dia 30 de Junho, os leigos chineses Raimundo Li Quanzhen (1841-1900) e Pedro Li Quanhui (1837-1900), que eram dois irmãos escondidos nuns pântanos perto da aldeia de Chentuncun (em Jiaohe), foram capturados, torturados e mortos.[2][7]
- No dia 1 de Julho, Zhang Huailu (1843-1900), um catecúmeno chinês, foi martirizado na sua aldeia nativa de Zhuketian, em Hengshui. Apesar da oposição da sua família, ele começou a receber formação cristã em 1900 como preparação para o baptismo, que ele ainda não recebeu quando foi morto.[2][7]
- No dia 3 de Julho, os leigos chineses e irmãos Pedro Zhao Mingzhen(1839-1900) e João Baptista Zhao Mingxi (1844-1900), juntamente com a sua família de 18 pessoas e vários amigos, foram martirizados na sua aldeia nativa de Beiwangtou (em Shenzhou)[9] ou na aldeia de Dongyangtai (em Shenzhou).[2][7]
- No dia 5 de Julho, as leigas chinesas e irmãs Teresa Chen Tinjieh (1875-1900) e Rosa Chen Aijieh (1878-1900), nascidas na aldeia de Feng (em Jizhou), foram mortas perto da aldeia de Cao (em Ningjin)[9] ou perto da aldeia de Huangeryn (em Ningjin)[2], juntamente com a sua numerosa família em fuga.[7]
- No dia 6 de Julho, o leigo chinês Pedro Wang Zuolung (1842-1900) foi torturado e morto na sua aldeia nativa de Shuanzhong, em Jizhou.[2][7][21]
- No dia 7 de Julho, Maria Guo Li (1835-1900), uma leiga chinesa, foi decapitada na sua aldeia nativa de Hujiache (ou Hujiacun), em Shenzhou, juntamente com as suas duas noras, dois netos e duas netas. Nesse mesmo dia, o médico tradicional chinês e especialista em acupunctura Marco Ji Tianxiang (1834-1900), juntamente com onze familiares, foi martirizado na sua aldeia nativa de Yazhuangtou, em Jizhou,[9] ou perto da cidade de Ueihoei.[2] Aos 40 anos de idade, este leigo chinês tornou-se muito viciado em ópio e, desde então, foi-lhe proibido receber os sacramentos pelo pároco da aldeia. Apesar deste vício pecaminoso que ele nunca conseguiu vencer, Marco Ji permaneceu fiel à fé católica e escolheu o martírio quando esta oportunidade lhe surgiu em 1900.[7][22]
- No dia 8 de Julho, João Wu Wenyin (1850-1900), um leigo chinês e chefe da sua aldeia nativa de Dongertou (em Yongnian), foi torturado e enforcado em Dongertou[9] ou em Yongjenin[2] por sentença emitida pelo mandarim local.[7]
- No dia 11 de Julho, Ana An Xin (1828-1900), Maria An Guo (1836-1900), Ana An Jiao (1874-1900) e Maria An Linghua (1871-1900), todas elas pertencentes à mesma família em fuga, não conseguiram escapar da fúria dos boxers e foram por isso martirizadas na aldeia de Liugongying, em Shenzhou[9] ou em Anping.[2][7]
- No dia 13 de Julho, o leigo chinês Paulo Liu Jinde (1821-1900) foi martirizado, porque decidiu permanecer na sua aldeia nativa de Lanziqiao, em Hengshui, à espera da vinda dos boxers, enquanto que a maioria dos seus conterrâneos católicos preferiram refugiar-se para outras localidades. Nesse mesmo dia, o leigo chinês José Wang Kuiju (1863-1900), ou José Wang Guiji, foi morto na sua aldeia nativa de Nangong, em Jizhou.[2][7]
- No dia 14 de Julho, o leigo chinês João Wang Kuixin (1875-1900), ou João Wang Guixin, que era primo e conterrâneo do também mártir José Wang Kuiji, foi morto na sua aldeia nativa de Nangong, em Jizhou.[2][7]
- No dia 16 de Julho, a leiga chinesa Teresa Zhang He (1864-1900) foi martirizada na aldeia de Zhangjiaji, em Ningjin. Nesse mesmo dia, a leiga chinesa Lang Yang (1871-1900) e seu filho Paulo Lang Fu (1891-1900) foram torturados, esfaqueados, desmembrados, mortos e queimados na sua aldeia nativa de Lu (ou Lüjiapo), em Qinghe.[2][7]
- No dia 17 de Julho, o leigo chinês Pedro Liu Zeyu (1843-1900), ou Pedro Liu Ziyu, foi morto na sua aldeia nativa de Zhujiaxie (ou Zhujiaxiezhuang), em Shenzhou, por um grupo de boxers que incluía um monge budista e dois guardas do mandarim local, que apoiava os boxers.[2][7]
- No dia 19 de Julho, o leigo chinês João Baptista Zhu Wurui (1883-1900) foi decapitado na aldeia de Lujiazhuang, em Jingxian. Nesse mesmo dia, a leiga chinesa e viúva Isabel Qin Bian (1846-1900) e os seus quatro filhos, de entre os quais se destacava Simão Qin Chunfu (1886-1900), foram mortos na aldeia de Liucun, em Renqiu.[2][7]
- No dia 20 de Julho, a leiga e catequista chinesa Maria Fu Guilin (1863-1900) foi decapitada na aldeia de Daliucun, em Wuyi[2] ou em Shenzhou.[9] Nesse mesmo dia, a leiga e catequista chinesa Maria Zhao Guo (1840-1900) e suas filhas virgens Rosa Zhao (1878-1900) e Maria Zhao (1883-1900) foram decapitadas na sua aldeia nativa de Zhaojia, em Wuqiao. Também neste dia, o catecúmeno chinês Chi Zhuze (1882-1900), ou Chi Zhuzi ou ainda Xi Guizi, nascido numa família pagã, foi torturado, desmembrado e morto na sua aldeia nativa de Dechao, em Shenzhou. Por último, também no dia 20 de Julho, após alguns dias de cerco, a aldeia fortificada de Tchou-Kia-ho (ou Zhujiahe), em Jingxian (ou Qinxian), com mais de 3000 refugiados católicos vindos de outros povoados cristãos, foi conquistada pelos boxers e seus alidados imperiais. Após a conquista, seguiu-se um massacre, que resultou em mais de 1800 a 3000 católicos mortos, de entre os quais se destacavam os seguintes mártires reconhecidos:[2][7][19][20]
  - Léon-Ignace Mangin, S.J. (1857-1900), um padre jesuíta francês, tornou-se missionário na China em 1882. Martirizado juntamente com o padre Paul Denn, Maria Zhu Wu e mais de 1000 fiéis na igreja paroquial de Zhujiahe, que foi cercada, alvejada com espingardas e no fim queimada.[2][20]
  - Paul Denn, S.J. (1847-1900), um padre jesuíta francês, tornou-se missionário na China em 1872.[2]
  - Maria Zhu Wu (1850-1900), uma leiga nascida na aldeia de Zhujiahe. Tentou proteger o padre Mangin das balas, pondo-se à frente dele.[2]
  - Pedro Zhu Rixin (1881-1900), ou Pedro Zhou Rixin, um leigo chinês nascido na aldeia de Zhujiahe. Capturado pelos boxers fora da igreja paroquial de Zhujiahe já em chamas, permaneceu fiel à fé católica e foi por isso executado na aldeia vizinha de Lujiazhuang (ou Loujiazhuang).[2][7]
- No dia 21 de Julho, perto de Daining, os boxers mataram José Wang Yumei (1832-1900), um leigo chinês que era o chefe da comunidade católica da aldeia de Majiazhuang, perto de Daining, em Weixian. No dia seguinte, em 22 de Julho de 1900, eles decapitaram também os restantes católicos da aldeia que recusaram a apostasia, de entre os quais se destacavam Ana Wang (1886-1900), Lúcia Wang Wang (1869-1900) e seu filho André Wang Tianqing (1891-1900).[23][24] Também no dia 22 de Julho, Maria Wang Li (1851-1900) tentou escapar-se do caos em Weixian, mas foi capturada no caminho pelos boxers e acabou também por ser martirizada perto de Daining.[2][7][9]
- No dia 30 de Julho, o leigo chinês José Yuan Gengyin (1853-1900) foi martirizado na aldeia de Dayin (ou Daying), em Zaoqiang.[2][7]
- No dia 8 de Agosto, o leigo chinês Paulo Ge Tingzhu (1839-1900), ou Paulo Ke Tingzhu, foi torturado e morto na sua aldeia nativa de Xixiaodun, em Xinhe,[2] ou na sua aldeia nativa de Xiaotun, em Shenzhou.[7][9]
- No dia 16 de Agosto, a leiga e professora chinesa Rosa Fan Hui (1855-1900) foi torturada e morta por esfaqueamento e afogamento na aldeia de Fanjiazhuang (ou Fan), em Wuqiao.[2][7]

No dia 21 de Julho de 1900, o padre italiano Alberico Crescitelli, P.I.M.E. (1863-1900), foi torturado e esfaqueado em Yanzibian, perto de Yangpingguan, em Shaanxi meridional, no dia 21 de Julho de 1900. O seu corpo foi posteriormente cortado aos pedaços e deitados ao rio. Este missionário italiano chegou à China em 1888 e trabalhou desde então em Shaanxi, que era então abrangida pelo Vicariato Apostólico de Shensi. Sempre com uma preocupação de perceber melhor a mentalidade e o modo de vida dos chineses, ele chegou até a estudar os problemas no cultivo do arroz. Ele também preocupou-se em defender a igualdade de tratamento dos cristãos, que eram mais desfavorecidos, e dos pagãos por parte do Estado chinês. O seu martírio em 1900 é geralmente atribuído aos boxers chineses, se bem que novas evidências e a releitura dos documentos originais eclesiásticos e chineses indicam que Crescitelli foi assassinado pelos seus inimigos, que aproveitaram os decretos imperiais que apoiavam o movimento boxer para justificarem este homicídio. Crescitelli angariou estes inimigos quando, por oposição à elite local anti-ocidental e anti-cristã, conseguiu que a ajuda alimentar governamental fosse também distribuída por entre os cristãos chineses, igualmente afectados, tal como os pagãos, pela fome de 1900 que assolou a região.
Depois da vitória da Aliança das Oito Nações sobre os boxers chineses em 1900, a normalidade voltou às missões cristãs, mas o estigma de que o cristianismo era uma importação ocidental continuou a perdurar em algumas correntes do pensamento nacionalista chinês e, posteriormente, na ideologia do Partido Comunista Chinês.

## Na República da China (1911-1949)
Anos mais tarde, o pensamento ultra-nacionalista e xenófobo de que o cristianismo era um aliado do imperialismo ocidental voltou a mobilizar pessoas e populações inteiras em certas regiões da China, particularmente nas zonas com maior presença dos guerrilheiros e militantes comunistas. Como por exemplo, na província de Guangdong, piratas influenciados pela propaganda comunista anti-ocidental e anti-cristã mataram perto da aldeia de Li-Thau-Tseul (ou Litouzui) dois missionários salesianos que estavam na altura a navegarem no rio Bei Jiang (Rio Norte). Este acontecimento deu-se no dia 25 de Fevereiro de 1930 e os dois mártires em causa eram o padre italiano Callisto Caravario, S.D.B. (1903-1930), e o bispo italiano e vigário apostólico de Shiu Chow Luigi Versiglia, S.B.D. (1873-1930).

## Canonização
Simbolizando a universalidade da Igreja Católica, os 120 mártires chineses, já todos eles beatificados em diferentes alturas por diferentes Papas, foram escolhidos para representar os inúmeros mártires que morreram na China por fidelidade corajosa à fé católica, incluindo aqueles que morreram já na época comunista (desde 1949), cujo grande número ainda está por definir. A canonização realizou-se no Vaticano, no dia 1 de Outubro de 2000, no contexto do Grande Jubileu, pelo Papa João Paulo II, que pronunciou a seguinte homilia a respeito deles:
| “ | "Os preceitos do Senhor dão alegria". Estas palavras do Salmo responsorial reflectem bem a experiência de Agostinho Zhao Rong e 119 Companheiros mártires na China. Os testemunhos que chegaram até nós deixam entrever neles um estado de espírito marcado por uma profunda serenidade e alegria. Hoje a Igreja agradece ao seu Senhor, que a abençoa e a imbui de luz com o esplendor da santidade destes filhos e filhas da China. Não é porventura o Ano Santo o momento mais oportuno para fazer resplandecer o seu testemunho heróico? A jovem Ana Wang, com catorze anos, resiste às ameaças do carnífice que a convida a renegar e, dispondo-se à decapitação, declara com o rosto radiante: "A porta do Céu está aberta a todos" e murmura três vezes "Jesus". E Chi Zhuzi, com dezoito anos, grita destemido aos que acabavam de lhe cortar o braço direito e se preparavam para o esfolar vivo: "Cada pedaço da minha carne, cada gota do meu sangue vos repetirão que sou cristão". Igual convicção e alegria testemunharam os outros 85 chineses, homens e mulheres de todas as idades e condições, sacerdotes, religiosos e leigos, que selaram a própria indefectível fidelidade a Cristo e à Igreja com o dom da vida. Isto aconteceu ao longo de vários séculos e em complexas e difíceis épocas da história da China. Esta celebração não é a ocasião oportuna para formular juízos sobre aqueles períodos históricos: poder-se-á e dever-se-á fazê-lo noutra circunstância. Com esta solene proclamação de santidade, a Igreja só deseja reconhecer que aqueles Mártires constituem um exemplo de coragem e de coerência para todos nós e honram o nobre povo chinês. Nesta plêiade de Mártires resplandecem também 33 missionários e missionárias, que deixaram a sua terra e procuraram introduzir-se na realidade chinesa, assumindo com amor as suas características, no desejo de anunciar Cristo e de servir aquele povo. Os seus túmulos estão lá, como que a significar a sua definitiva pertença à China, que eles, apesar dos seus limites humanos, amaram com sinceridade, despendendo por ela as suas energias. "Nunca fizemos mal a ninguém responde D. Francisco Fogolla ao governador que se prepara para o golpear com a espada. Ao contrário, fizemos o bem a muitos". | ” |

A Santa Sé escolheu Agostinho Zhao Rong para liderar a lista dos 120 mártires por ser o primeiro padre diocesano nativo chinês a ser martirizado. A data da canonização também não foi um acaso: no dia 1 de Outubro celebra-se a festa litúrgica de Santa Teresa de Lisieux, padroeira das missões e cuja espiritualidade influenciou muitos católicos chineses, e celebra-se também a implantação da República Popular da China (em 1949), sendo lá um importante feriado nacional.

### Reacção negativa do Governo chinês
Apesar da lista não incluir nenhum mártir da época comunista, o Governo comunista chinês reagiu de forma negativa à canonização dos 120 mártires, particularmente dos 33 missionários europeus contemplados na lista. O Governo chinês e a Associação Patriótica Católica Chinesa acusaram a Santa Sé de canonizar pessoas que cometeram "crimes enormes" e que por isso foram punidos pelo povo, de desrespeitar "os direitos da Igreja na China", de distorcer a história e de encorajar com este acto os católicos chineses a oporem-se ao Partido Comunista Chinês. Também criticaram a escolha do dia 1 de Outubro para a realização da canonização. As autoridades chinesas, que glorificavam a rebelião dos boxers como sendo um movimento patriótico contra o imperialismo, consideravam por isso o trabalho dos missionários equivalente à acção colonizadora ocidental do século XIX.
Um artigo da revista Mundo e Missão, editada pelo Pontifício Instituto das Missões (P.I.M.E.), especulou na altura que todas estas reacções negativas faziam parte de um plano do Governo chinês de controlar ainda mais a Igreja Católica chinesa, mesmo aquela parte que já estava sob controlo da sua Associação Patriótica: ao apresentar "a Santa Sé como inimiga da China, o governo agora tem um instrumento nas mãos para exigir que padres e bispos patrióticos tomem posição pro ou contra a Santa Sé". O objectivo último deste plano era "cortar todas as pontes entre católicos patrióticos e a Santa Sé".

#### Resposta da Santa Sé
O então porta-voz da Santa Sé, Joaquín Navarro-Valls, respondeu a todas estas críticas, afirmando que "acusar de crimes enormes esta plêiade de testemunhas é fruto de uma leitura unilateral da história e uma mistificação" e que a canonização "não tem qualquer motivação política, não é contra ninguém, menos ainda contra o grande povo chinês" e não "pretende formular um juízo sobre os complexos períodos históricos". Ele especificou também que o objectivo principal da canonização é "fazer brilhar na Igreja e aos olhos das pessoas de boa vontade a luz da fé destes mártires".
No dia 2 de Outubro de 2000, num discurso aos peregrinos vindos para a cerimónia da canonização, o Papa João Paulo II reconheceu que "a maioria dos 120 Mártires derramou o sangue em momentos históricos que justamente revestem um particular significado para o vosso Povo [povo chinês]", momentos esses que eram verdadeiras "situações dramáticas, caracterizadas por violentas revoltas sociais", e reafirmou que "com esta canonização, a Igreja decerto não quer apresentar um juízo histórico acerca desses períodos, e muito menos deseja legitimar alguns comportamentos dos governos dessa época que pesaram sobre a história do Povo chinês". Respondendo directamente às críticas do Governo chinês, ele defendeu a actuação dos 33 missionários europeus canonizados, que, na visão dele, "anunciaram, também com o dom da própria vida, a Palavra que salva e empreenderam importantes iniciativas de promoção humana". O Papa afirmou ainda que "há pessoas que, com uma leitura histórica parcial e subjectiva, veem na sua acção missionária [dos 33 missionários europeus] apenas limites e erros. Se houve erros - o homem é porventura isento de defeitos? - pedimos perdão."
Este pedido de perdão não é nenhuma confirmação das acusações, sem fundamento histórico , do Governo chinês e deve ser enquadrado no contexto do reconhecimento geral por parte da Igreja de que "erros e limitações" foram cometidos por católicos na China ao longo dos séculos. Numa mensagem por ocasião do IV centenário da chegada do padre Matteo Ricci a Pequim (24 de Outubro de 2001), o Papa enquadrou estes "erros e limitações" num contexto condicionado pela limitação própria "da alma e da acção humana" e "por situações difíceis, relacionadas com acontecimentos históricos complexos e por interesses políticos contrastantes." Não pretendendo emitir um juízo definitivo sobre os complexos períodos históricos, o Papa especificou de seguida dois exemplos onde "erros e limitações" foram cometidos: nas "controvérsias teológicas", de entre as quais se destacava a controvérsia dos ritos na China, que contribuiu para o início das perseguições no final do reinado de Kangxi (1654-1722); e na realidade das missões estarem protegidas, em alguns momentos difíceis da história chinesa, pelas potências europeias, dando a falsa impressão de que o cristianismo era um aliado do imperialismo ocidental. Esta protecção, sendo possivelmente uma reacção ocidental às perseguições que a Igreja chinesa sofria desde o século XVIII, "revelou-se muitas vezes limitativa para a própria liberdade de acção da Igreja e teve repercussões negativas para a China:  situações e acontecimentos, que influenciaram o caminho da Igreja, impedindo-a de desempenhar plenamente a favor do Povo chinês a missão que lhe fora confiada pelo seu Fundador, Jesus Cristo." E, no fim, o Papa formulou mais uma vez um pedido de perdão: "sinto uma profunda tristeza por estes erros e limitações do passado, e lamento que eles tenham gerado em muitas pessoas a impressão de uma falta de respeito e de estima da Igreja católica pelo Povo chinês, levando-os a pensar que ela fosse levada por sentimentos de hostilidade em relação à China. Por tudo isto peço perdão e compreensão a todos os que se sentiram, de alguma maneira, feridos por estas formas de acção dos cristãos." E, salientando que "a Santa Sé olha para o Povo chinês com profunda simpatia e com atenção partícipe", acabou por convidar mais uma vez o Governo chinês ao verdadeiro diálogo e à cooperação mútua. Este pedido de perdão e toda esta mensagem podem ser vistos como uma tentativa do Papa João Paulo II de forçar o diálogo com o Governo da República Popular da China e de superar "as incompreensões do passado".